# Jean-Victor Lalanne
Pour les articles homonymes, voir Lalanne.
Jean-Victor Lalanne, est un instituteur français, prosateur béarnais en langue gasconne, Félibre, né le 17 juillet 1849 à Lagor (Basses-Pyrénées) et mort le 9 janvier 1925 à Bidache (Basses-Pyrénées).

## Biographie
En 1868 il sort de l'École Normale de Lescar  (Basses-Pyrénées) et devient instituteur, notamment à Bidache, dans le département des Basses-Pyrénées (renommées Pyrénées-Atlantiques en 1969).
Il est membre de l'Escole Gastou Fébus, association fondée en 1897 par Simin Palay et Michel Camelat dit Miquèu Camelat, aujourd'hui appelée Escòla Gaston Fèbus ; il en est le troisième capdau (président) en 1919, après Adrien Planté (de 1897 à 1911) puis Louis Batcave (de 1912 à 1918).
Il est élu majoral du Félibrige en 1905.

## Œuvres
Jean-Victor Lalanne a écrit en gascon béarnais.

### Contes et œuvres en prose
Ses Contes populaires du Béarn recueillis en langue béarnaise furent publiés en 1890 pour la première fois.
- Contes populaires du Béarn [5]
- Coundes biarnés, couéilhuts aüs parsàas miéytadès dou péys dé Biarn[6]
- Lou Prousèy d'û biarnés, coundes et histoerots[7]
- Ue Benyence / Ua Vengença

### Revues
Il a contribué à la Revue Reclams de Biarn e Gascougne (en français, Échos de Béarn et Gascogne) 

### Dictionnaire
Jean-Victor Lalanne a collaboré au Dictionnaire du béarnais et du Gascon modernes de Simin Palay. Il est cependant décédé sept ans avant parution de sa première édition.